# Gian Carlo Artoni
Gian Carlo Artoni (Parma, 15 aprile 1923 – Parma, 2 gennaio 2017) è stato un poeta italiano.

## Biografia
Nato a Parma nel 1923, laureatosi in giurisprudenza all'Università di Parma per seguire le orme del padre, avvocato morto prematuramente, ha esercitato la professione forense e, dal 1973 al 1989 è stato presidente del Consiglio dell'Ordine degli avvocati. È stato, inoltre, consigliere comunale e capogruppo del Partito Liberale della sua città.
La sua formazione poetica, come per altri giovani letterati parmensi che Pasolini chiamò Officina parmigiana, è stata influenzata dalla poesia di Attilio Bertolucci, attenta alla dimensione quieta della piccola provincia italiana.
Giovane esordiente, pubblica le sue prime composizioni poetiche nel 1941 sul periodico Meridiano di Roma: l'Italia letteraria, artistica, scientifica. Nel 1949 l'editore Guanda pubblica Poesie il suo primo volume. Nel 2015 ha dato alle stampe Il serpente piumato e nel 2016, all'età di novantatré anni, edita da Diabasis, è uscito il volume in versi, con 263 composizioni, La luna bianca.
Nella sua lunga attività letteraria, ha collaborato con diverse riviste, tra le quali L'Approdo letterario, Paragone, Il Caffè, Botteghe oscure, è stato inoltre redattore dei periodici Palatina  e Prove.
È morto nella città natale, a novantatré anni, nei primi giorni del 2017.

### Riconoscimenti
Nel 1958 ha vinto il premio letterario Libera Stampa per una raccolta inedita di poesie che saranno pubblicate nel 1963 con il titolo Lo stesso dolore nella collana Lo specchio dell'editore Mondadori.
Nel 2000, il comune di Parma gli ha conferito la medaglia d'oro del Premio Sant'Ilario, dedicato ai cittadini «...che abbiano in qualsiasi modo contribuito a rendere migliore la vita dei singoli e della comunità e ad elevare il prestigio della città...».

## Opere
- Poesie, Modena, Guanda, 1949.
- La villa e altre poesie, Milano, Mantovani, 1956.
- Lo stesso dolore, Milano, A. Mondadori, 1963.
- Lo stesso dolore e altre poesie nel tempo (1949-1966), a cura di Paolo Briganti ; con una nota di Luigi Alfieri, Parma, Diabasis, 2014. ISBN 978-88-8103-785-8.
- Il serpente piumato. Diario di un nuovo anno, a cura di Paolo Briganti, prefazione di Luigi Alfieri, Parma, Diabasis, 2015. ISBN 978-88-8103-854-1.
- La luna bianca. Diario in versi (2015), Parma, Diabasis, 2016. ISBN 978-88-8103-838-1.